# Старковский, Пётр Иванович
Пётр Иванович Старковский (Староверкин) (1884—1964) — русский и советский актёр театра и кино. Заслуженный артист РСФСР (1949).

## Биография
Родился 4 июня 1884 года.
В 1905 году окончил драматическое отделение Московской филармонии.
С 1906 по 1907 годы служил актёром антрепризы — в Луганске и Вологде, с 1907 по 1908 годы в Томске, с 1908 по 1909 годы в Костроме, с 1909 по 1910 годы в Рязани, с 1910 по 1911 годы в Батуми.
В 1911 году служил актёром Введенского народного дома, с 1912 по 1921 годы в Театре К. Н. Незлобина.
С 1922 по 1924 годы служил актёром Московского театра Революции. С 1924 по 1938 годы — актёр Государственного театра В. Э. Мейерхольда. С 1938 по 1959 годы — актёр Малого театра.
Умер 1 февраля 1964 года.
Жена — Анна Степановна; племянница — Елена Черноусова, жена Ю. М. Нагибина

## Творчество

### Роли в театре

#### Театр Мейерхольда
- «Ревизор» (1926) — городничий
- «Клоп» В. В. Маяковского (1929) — бухгалтер

#### Малый театр
- «Варвары» М. Горького — Доктор Макаров[3]
- «Горе от ума» А. С. Грибоедова — князь Тугоуховский
- «Доходное место» А. Н. Островского — Досужев
- «Иван Грозный»  А. Н. Толстого —  поп Сильвестр
- «Бедность не порок» А. Н. Островского — Коршунов
- «Коварство и любовь»  Ф. Шиллера — Камердинер герцога
- «Наш современник» («А. С. Пушкин»)  К. Г. Паустовского — старый капельдинер
- «Евгения Гранде» О. Бальзака  — де Грассен
- «На всякого мудреца довольно простоты» А. Н. Островского — Крутицкий
- «Живой труп» Л. Н. Толстого — Александров
- «Северные зори» Н. Н. Никитина — Айронсайд
- «Порт-Артур» А. Н. Степанова и И. Ф. Попова  — генерал Фок
- «Ванина Ванини» Стендаль — Аздрубал Ванини
- «Доктор философии» («Д-р») Б. Нушича  — профессор Райсер
- «Бешеные деньги» А. Н. Островского  — Кучумов
- «Иван Грозный» А. Н. Островского  — Филипп

### Фильмография
- 1915 — Драма у телефона — адвокат Верховский
- 1915 — Потоп — Михаил Володыевский
- 1915 — Николай Ставрогин
- 1924 — Старец Василий Грязнов — Василий Грязнов
- 1925 — Крест и маузер — ксендз
- 1937 — Белеет парус одинокий — пристав
- 1949 — Встреча на Эльбе — Рииле
- 1952 — Горе от ума — князь Тугоуховский
- 1953 — Варвары. Сцены в уездном городе — Макаров Павел Иванович
- 1954 — Испытание верности — Иван Трофимович Шекснин
- 1959 — Растеряева улица — учитель
- 1960 — Евгения Гранде — доктор

### Записи на радио
- 1948 — «Варвары» М. Горького — доктор Макаров
- 1949 — «Бешеные деньги» А. Н. Островского — Кучумов
- 1950 — «Иван Грозный» А. Н. Толстого — Поп Сильвестр
- 1952 — «Горе от ума» А. С. Грибоедова — Князь Тугоуховский
- 1954 — «Свет ты наш, Верховина…» М. Тевелева — Губернатор
- 1955 — «Как Максим Перепелица выполнял задание» И. Стаднюка — Принципиальный гражданин
- 1956 — «Доктор Голубев» В. Дягилева — Пухов[4]

## Награды и звания
- Орден Трудового Красного Знамени (26.10.1949)
- Заслуженный артист РСФСР (26.10.1949)